# لانه‌کن فیلیپین
لانه‌کن فیلیپین (نام علمی: Harpactes ardens) نام یک گونه از سرده لانه‌کن‌های گیرنده است.